# NWA British Empire Heavyweight Championship (Toronto version)
L'NWA British Empire Heavyweight Championship (Toronto version) è stato un titolo di wrestling promosso dalla federazione canadese Maple Leaf Wrestling, affiliata alla National Wrestling Alliance.
Il titolo fu attivo dal 1941 al 1967, quando fu disattivato con la chiusura della federazione.

## Storia
Il titolo fa parte di una serie di riconoscimenti con lo stesso nome, attivi anche nello stesso momento all'interno dei territori della National Wrestling Alliance. Il territorio di Toronto, controllato dalla Maple Leaf Wrestling, iniziò a promuoverne una sua versione nel 1941, quando Earl McCready, allora detentore della versione neozelandese del titolo, iniziò ad essere promosso come campione anche a Toronto, seppur difendendo una cintura differente. 
Il titolo rimase attivo fino al 1967, quando perse rilevanza e smise di essere promosso. 

## Albo d'oro
| Legenda  |                                                                               |
| -------- | ----------------------------------------------------------------------------- |
| #        | Indica il numero del regno titolato                                           |
| Regno    | Viene indicato il numero del regno del campione                               |
| Data     | La data in cui il titolo è stato vinto                                        |
| Località | Indica il luogo in cui il titolo è stato vinto                                |
| Note     | Indica notizie particolari riguardanti i cambi di titolo o altre informazioni |

| #                          | Campione             | Regno | Data             | Giorni | Località          | Evento     | Note | Fonti |
| -------------------------- | -------------------- | ----- | ---------------- | ------ | ----------------- | ---------- | --- | ----- |
| 1                          | Earl McCready        | 1     | giugno 1941      | --     | --                | House show | Earl McCready era il detentore della versione neozelandese del titolo.                                             |       |
| 2                          | Nanjo Singh          | 1     | 12 febbraio 1942 | 77     | --                | House show | |       |
| 3                          | Whipper Billy Watson | 1     | 30 aprile 1942   | 154    | Toronto, Ontario  | House show | |       |
| 4                          | John Katan           | 1     | 1 ottobre 1942   | 41     | Toronto, Ontario  | House show | |       |
| 5                          | Earl McCready        | 2     | 11 novembre 1942 | 22     | Toronto, Ontario  | House show | |       |
| 6                          | John Katan           | 2     | 3 dicembre 1942  | 56     | Toronto, Ontario  | House show | |       |
| 7                          | Whipper Billy Watson | 2     | 28 gennaio 1943  | --     | Toronto, Ontario  | House show | Sconfiggendo Nanjo Singh quando Katan non presenziò a una difesa titolata.                                         |       |
| 8                          | Jack Claybourne      | 1     | 1943             | --     | --                | House show | |       |
| 9                          | Whipper Billy Watson | 3     | 18 marzo 1943    | 70     | Toronto, Ontario  | House show | |       |
| 10                         | Yvon Robert          | 1     | 27 maggio 1943   | 7      | Toronto, Ontario  | House show | |       |
| —                          | Vacante              | —     | 3 giugno 1943    | —      | —                 | —          | Il titolo fu reso vacante in seguito ad un finale controverso di un incontro titolato contro Whipper Billy Watson. |       |
| 11                         | Whipper Billy Watson | 4     | 10 giugno 1943   | 42     | Toronto, Ontario  | House show | In uno spareggio per riassegnare il titolo contro Robert.                                                          |       |
| 12                         | Earl McCready        | 3     | 22 luglio 1943   | --     | Toronto, Ontario  | House show | |       |
| Storia del titolo non nota |                      |       |                  |        |                   |            | |       |
| 13                         | Whipper Billy Watson | 5     | luglio 1944      | --     | --                | House show | |       |
| 14                         | Frank Sexton         | 1     | 1944             | --     | --                | House show | |       |
| 15                         | Whipper Billy Watson | 6     | 26 ottobre 1944  | 848    | Toronto, Ontario  | House show | |       |
| —                          | Vacante              | —     | 21 febbraio 1947 | —      | —                 | —          | Watson rese il titolo vacante dopo aver vinto il National Wrestling Association World Heavyweight Championship     |       |
| 16                         | Nanjo Singh          | 2     | 13 maggio 1948   | 21     | Toronto, Ontario  | House show | |       |
| 17                         | Whipper Billy Watson | 7     | 3 giugno 1948    | 273    | Toronto, Ontario  | House show | |       |
| 18                         | Fred Atkins          | 1     | 3 marzo 1949     | 152    | Toronto, Ontario  | House show | | [ 1 ] |
| 19                         | Whipper Billy Watson | 8     | 2 agosto 1949    | 65     | Hamilton, Ontario | House show | |       |
| 20                         | Yvon Robert          | 2     | 6 ottobre 1949   | 42     | Montréal, Québec  | House show | |       |
| 21                         | Whipper Billy Watson | 9     | 17 novembre 1949 | 69     | Toronto, Ontario  | House show | |       |
| 22                         | Yvon Robert          | 3     | 25 gennaio 1950  | 260    | Montréal, Québec  | House show | |       |
| 23                         | Whipper Billy Watson | 10    | 12 ottobre 1950  | 1.981  | Toronto, Ontario  | House show | |       |
| —                          | Vacante              | —     | 15 marzo 1956    | —      | —                 | —          | Watson rese il titolo vacante dopo aver vinto il NWA World Heavyweight Championship                                |       |
| 24                         | Pat O'Connor         | 1     | 29 marzo 1956    | 399    | Toronto, Ontario  | House show | In uno spareggio per riassegnare il titolo vacante contro Lord Athol Layton.                                       |       |
| 25                         | Gene Kiniski         | 1     | 2 maggio 1957    | 35     | Toronto, Ontario  | House show | |       |
| 26                         | Whipper Billy Watson | 11    | 6 giugno 1957    | 680    | Toronto, Ontario  | House show | |       |
| 27                         | Gene Kiniski         | 2     | 17 aprile 1959   | 62     | Toronto, Ontario  | House show | |       |
| 28                         | Whipper Billy Watson | 12    | 18 giugno 1959   | --     | Toronto, Ontario  | House show | |       |
| —                          | Disattivato          | —     | 1967             | —      | —                 | —          | Il titolo smise di essere promosso ed è considerato disattivato.                                                   |       |